# Kiara Jones
Kiara Jones (nom de scène d’Amy Bop) est une auteure-compositrice-interprète et musicienne française née le 16 octobre 1992 à Sèvres dans les Hauts-de-Seine.
Elle se fait connaître lors de son passage dans l'émission The Voice France en 2019.
Après plusieurs singles et EP, elle est présentée en 2020 et 2021 comme l'étoile montante de la scène musicale neo soul française.

## Biographie

### Famille et enfance
Amy Bop naît le 16 octobre 1992 à Sèvres dans les Hauts-de-Seine, d'un père bassiste et d'une mère écrivaine. Elle grandit à Ville-d'Avray et y vit de son enfance à une partie de son adolescence. Elle obtient un master en sciences économiques et sociales de l'université Panthéon Assas, à l’issue duquel elle décide de se consacrer entièrement à la musique.

### Carrière musicale
En 2016, elle monte le groupe Kiara Jones and The Crooks qui se produit à Fontainebleau, en Seine et Marne et dans les festivals. Repérée par Bruno Berberès, elle intègre le casting de The Voice.
Auteure-compositrice-interprète, et multi-instrumentiste,, elle lance son propre label indépendant et produit en septembre 2019 son premier single Black Garden ainsi que son clip. À la fin de l'année 2019 et au début de l'année 2020, elle se produit en concert sur des scènes parisiennes et à Bruxelles.
Kiara Jones est une artiste neo soul à la croisée de l'alternative RnB et de l'éléctropop. Sa musique résulte d'une fusion de plusieurs genres musicaux, comme la soul, l'indie pop et le jazz . Elle dévoile à travers ses clips un univers fantastique, afro-futuriste, avec des références vintage des années 90. Elle considère que son projet est audiovisuel. On la compare à Tyler The Creator  pour les tons pastels de ses clips et à Solange pour les mélodies et les sonorités.
En 2020, elle sort deux nouveaux singles, Sober et And I Feel The Same, aux sonorités jazz et pop. Dans son premier EP Black Garden, elle présente deux titres de style urbain et électro pop : Never composé avec Jeremy Louwerse et All The Lights,.
Lauréate du Prix Pernod Ricard Live en 2021,,, elle sort quelques mois plus tard en mars 2022 son deuxième EP Tada. Avec ce nouvel opus, Kiara Jones opère un tournant majeur dans sa carrière musicale. Elle revient aux sources du style neo soul,.
Lauréate 2022 de l'appel à candidatures From Bed Productions to Stage, Kiara Jones profite de sa résidence au Château Ephémère pour composer les titres de son nouvel EP Body.
Elle partage en mars 2022 la scène de La Boule Noire avec deux autres artistes, Khazali et Nick Northwest. Elle se produit ensuite sur les scènes du Festival Francoff (le festival off des Francofolies), du Festival Décibels Vendanges en octobre 2022 et en janvier 2023 sur la scène du Festival Au Fil Des Voix. Le public la redécouvre lors de ses lives à Culturebox et à Canal Plus.
Pour le magazine Général Pop, Kiara Jones se hisse à l'avant-garde de la scène musicale française, forte d'un univers futuriste et innovant.
En décembre 2022, elle sort un nouveau single Body dans un style Rnb alternatif. Dans l'émission Chambre Noire de radio Nova, elle joue en avant-première les titres de son nouvel EP Body,, qui sort en mars 2023.

## Discographie
- 2019 : Black Garden, single (9 septembre 2019)
- 2020 : Sober, single (16 janvier 2020)
- 2020 : And I Feel the Same, single (25 juillet 2020)
- 2020 : Black Garden, premier EP (6 novembre 2020)
- 2021 : Never, single (6 février 2021)
- 2021 : All the Lights, single (13 août 2021)
- 2022 : Tada, deuxième EP (4 mars 2022)
- 2022 : Body, single (9 décembre 2022)
- 2023 : Body, troisième EP (3 mars 2023)